# Westworth Village, Texas
Westworth Village là một thành phố thuộc quận Tarrant, tiểu bang Texas, Hoa Kỳ. Năm 2010, dân số của xã này là 2472 người.

## Dân số
- Dân số năm 2000: người.
- Dân số năm 2010: 2472 người.